# Donnerkeil (Mythologie)
|  | Dieser Artikel wurde auf der Qualitätssicherungsseite der Redaktion Mythologie eingetragen. Bitte hilf mit, diesen Artikel zu verbessern, und beteilige dich an der Diskussion. |

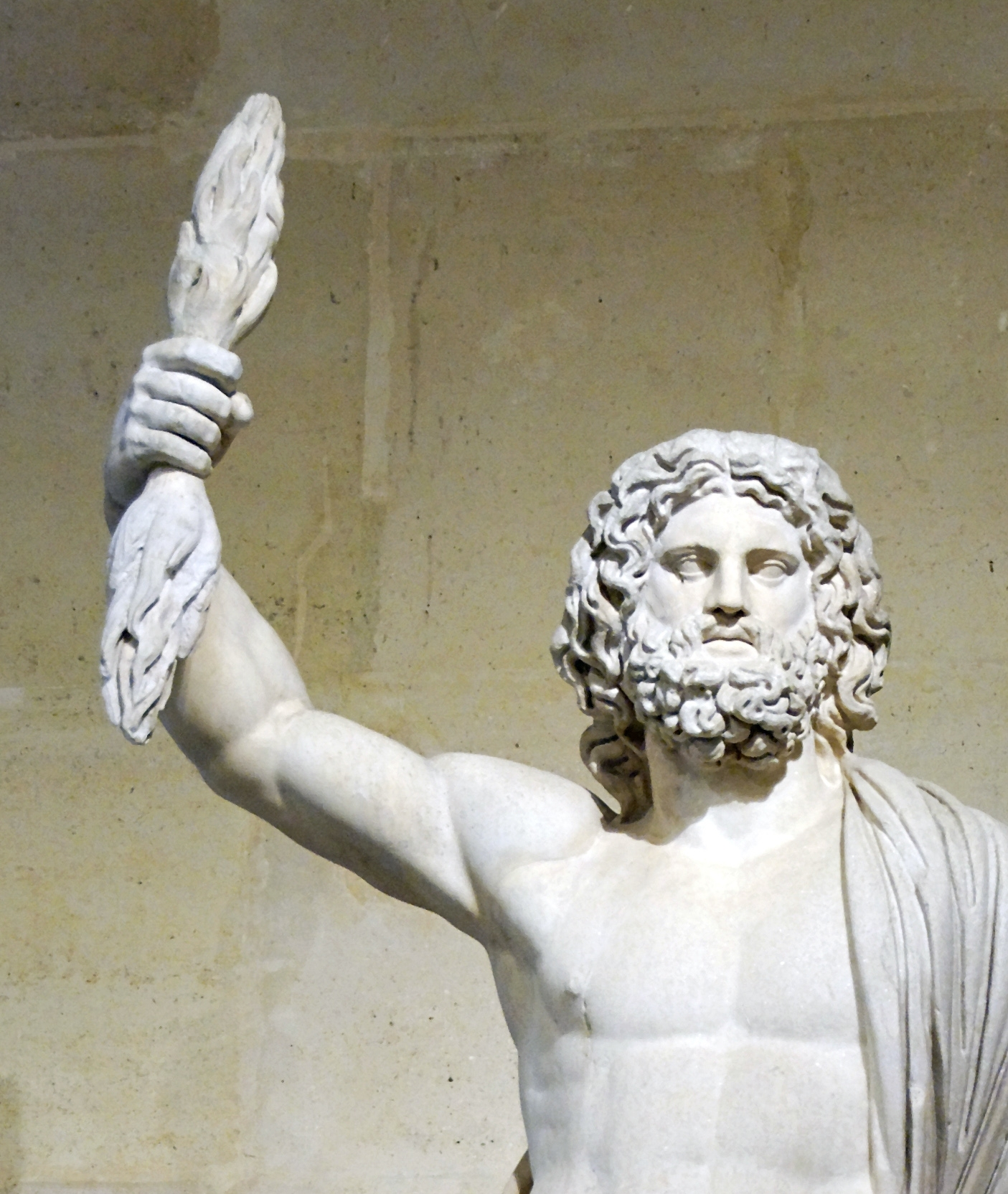
Jupiter mit dem Donnerkeil im Louvre.

Der Donnerkeil taucht in zahlreichen Mythologien als die Waffe des Himmelsvaters (Zeus, Jupiter, Thor, Taranis, …) auf. Auch Baal soll einen Donnerkeil besessen haben.
Mit dem Donnerkeil wurden die Besitzer Herr über die Blitze und den darauffolgenden Donner. Er kann sowohl als Waffe als auch als Steuermittel für das Wetter gebraucht werden. Wird er als Waffe gebraucht, so schleudert ihn der Besitzer in einem hellen Strahl auf die Erde. Dadurch erklärte man sich damals das Phänomen des Blitzes.
Der Donnerkeil hat im Wesentlichen zwei Formen: er kann wie beispielsweise in der germanischen Mythologie als Hammer dargestellt werden oder wie beispielsweise in der römischen Mythologie in der Form einer Hantel.

## Griechische Mythologie

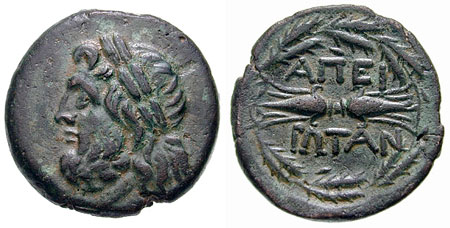
Zeus und der Donnerkeil auf einer Münze aus Epirus.

### Entstehungsgeschichte
Als Zeus mit seinen Geschwistern Poseidon, Hades, Hera und Demeter gegen die Titanen kämpfte, ließ er auf Rat seiner Großmutter Gaia die Hekatoncheiren und die Zyklopen frei, die im Tartaros in der Unterwelt gefangen waren. Während die Hekatoncheiren gemeinsam mit den Göttern gegen die Titanen kämpften, erschufen die Zyklopen drei magische Dinge: die Hadeskappe als Tarnkappe für Hades, den Dreizack als Zepter für Poseidon und den Donnerkeil als Waffe für Zeus.

### Gebrauch
Zeus nutzte den Donnerkeil seither in bedeutenden Kämpfen wie dem Kampf mit den Giganten (Gigantomachie). Seitdem galt er als ein Symbol der Stärke und der Macht des Zeus.
Auch Athene durfte als die Lieblingstochter des Zeus den Donnerkeil benutzen.

## Römische Mythologie
Wie auch in der griechischen Mythologie überreichten die Zyklopen dem Regenten des Götterreichs Jupiter den Donnerkeil; so wurde er ebenso wie Zeus Herr über Donner und Blitz. Seitdem zeigte er sich für die Himmelserscheinungen verantwortlich, insbesondere für die Gewitter. Die vom Blitz getroffenen Gegenstände oder Orte galten als Jupiters Besitz und waren daher heilig. Auch ein vom Blitz getroffener Mensch, der mit dem Leben davon kam, wurde als jemand betrachtet, dem die Götter eine Gunst erwiesen hatten.

## Vedische Religion

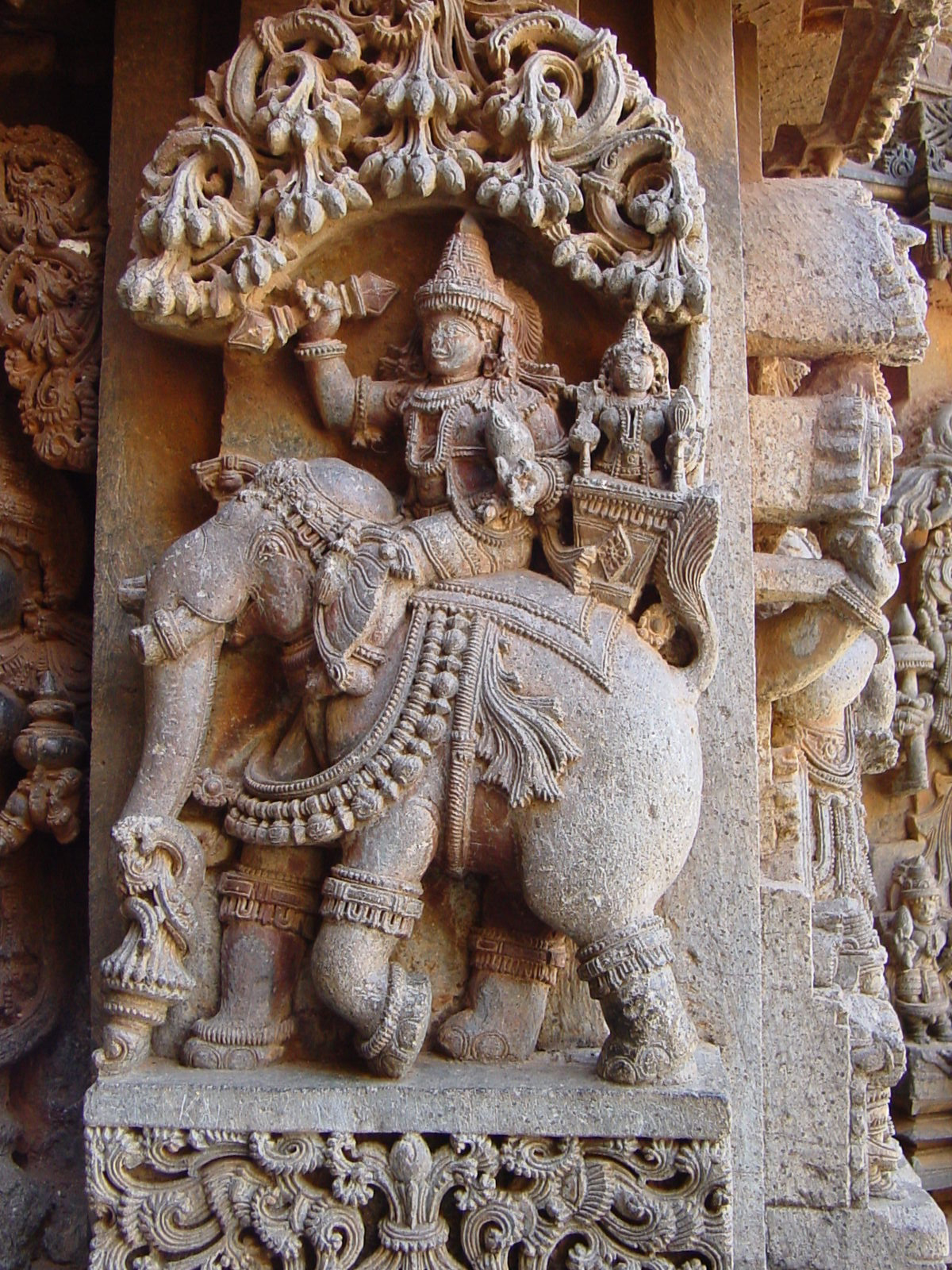
Indra mit dem Donnerkeil auf dem Elefanten Airavata.

In der vedischen Religion gibt es eine Waffe, die dem Donnerkeil sehr ähnlich ist: den Vajra. Dieser ist wie der Donnerkeil dazu fähig, Blitze um sich zu schleudern – die Form gleicht jedoch eher einer Hantel. Er wurde von dem höchsten aller vedischen Götter Indra in Auftrag gegeben und fungiert seither als sein Zepter.
Die zwei Seiten werden im Buddhismus verschieden interpretiert: als Materie und Geist, als Tag und Nacht oder als heiß und kalt. Sein Mittelpunkt soll dabei die Einheit allen Seins sein. Außerdem soll der Vajra nach der buddhistischen Lehre unter anderem Undurchdringlichkeit, Unteilbarkeit und Unzerstörbarkeit symbolisieren, welche in die Erleuchtung führen.
Der Varja ist beispielsweise auf Indiens Nationalflagge von 1905 zu sehen. Auch eine buddhistische Strömung (das Vajrayana) ist nach dem Objekt benannt.

## Germanische und Nordische Mythologie

Thor mit dem Donnerkeil während des Kampfes mit den Jötunn-Riesen.

Nach der germanischen Mythologie löste der Göttervater Donar oder Thor die Himmelsphänomene aus, insbesondere Blitz und Donner. Demnach schwang er die Waffe Mjölnir, den Gewitterhammer. Daher verglichen ihn einige römische Schriftsteller mit Jupiter, dem Blitzschleuderer. Er wird von Thor als Amulett um dem Hals getragen.
Laut der Snorra-Edda wurde Mjölnir durch die beiden Zwerge Sindri und Brokk geschmiedet. Er besitzt die Eigenschaft, dass er, wenn er geworfen wird, nie sein Ziel verfehlt und wieder in die Hand des Werfers zurückkehrt.
In der þrymskviða, ein Lied der Älteren Edda, klaut der Riese Thrym dem schlafenden Thor den Hammer und will ihn nicht herausgeben, es sei denn, ihm wird die Göttin Freyja (auch Freya oder Freia) als Braut zugeführt. Thor und Loki suchen den Riesen in Frauenkleidern auf – als die Braut Freyja und ihre Magd. Bei Tisch verspeist Thor alleine einen Ochsen, acht Lachse und alle Süßigkeiten. Dazu trinkt er drei Kufen Met. Das macht Thrym misstrauisch: „Wer sah je Bräute gieriger schlingen?“ Loki beschwichtigt ihn, indem er sagt, dass Freyja vor Sehnsucht nach Riesenheim acht Nächte (und Tage) nichts genossen hat. Um die Braut zu weihen, wird dem verkleideten Thor der Hammer Mjölnir in den Schoß gelegt. Thor ergreift ihn und erschlägt den Riesen.

## Keltische Mythologie

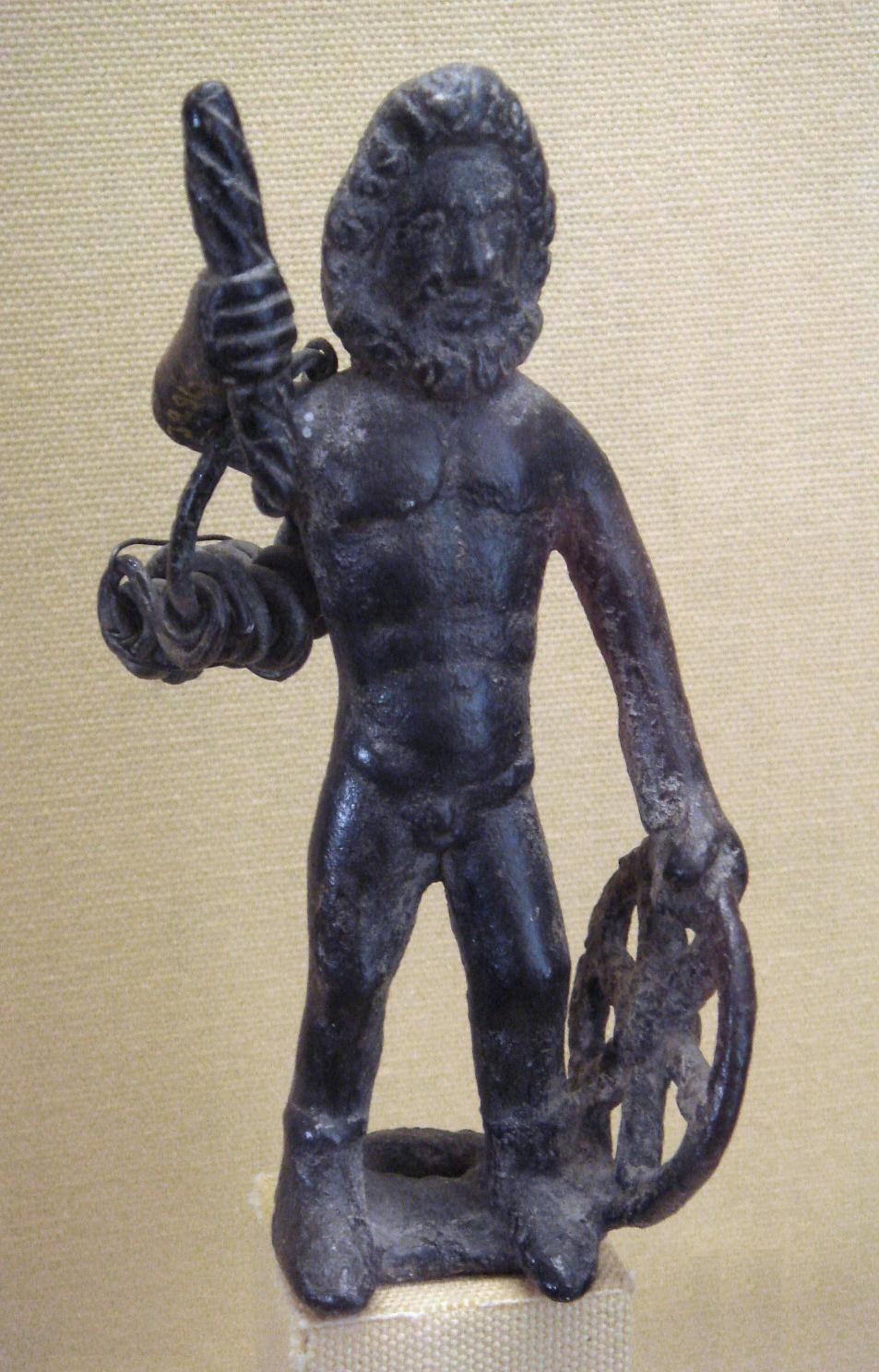
Taranis mit Rad und Donnerkeil.

In der keltischen Mythologie ist der Himmels- und Wettergott Taranis (der Donnerer) für Blitz und Donner verantwortlich. Wie auch Thor besaß er einen Hammer, mit dem er Donner und Blitz kontrollieren konnte.
Bei einigen Kelten wurden die Gewitterphänomene als Kampfeslärm gedeutet, der durch das Ringen des Taranis mit den Feinden des Menschen entstand. Die sonst Furcht und Schrecken hervorrufenden atmosphärischen Erscheinungen galten hier als nutzbringend.